# Démosthène
Pour les articles homonymes, voir Démosthène (homonymie).

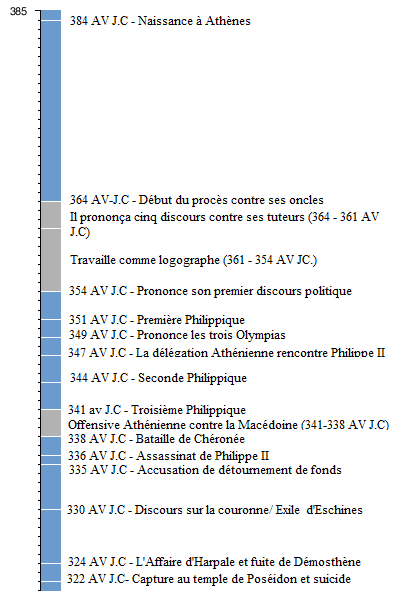
Chronologie de la vie de Démosthène

Démosthène (en grec ancien Δημοσθένης / Dêmosthénês), né à Athènes en 384 av. J.-C., mort à Calaurie en 322 av. J.-C., est un homme d'État athénien. Grand adversaire du roi de Macédoine Philippe II, au travers notamment de ses quatre Philippiques, il est considéré comme l'un des plus grands orateurs de l'Antiquité.
Ses problèmes d'élocution lui valent le surnom de « bègue », défaut qui selon la légende l'a contraint à s'entraîner à parler avec des cailloux dans la bouche. Toutefois, il s’est amélioré, se hissant même dans le classement des dix meilleurs orateurs grecs selon le Canon alexandrin.

## Biographie

### Jeunesse
Démosthène naît dans une famille athénienne riche et commerçante, ce qui lui vaut le mépris des vieilles familles aristocratiques ; son père, Démosthène de Péanie, possède une manufacture d'épées,. Sa mère, Cléoboulè, aurait été d'origine scythe,, mais ce ne fut jamais attesté et resta une accusation calomnieuse et polémique de la part de ses adversaires lors des tensions avec la Macédoine de Philippe II (si ce fait avait été avéré, cela lui aurait ôté ses droits de citoyen). À sept ans, il devient orphelin. Son père, par testament, l'a confié à trois tuteurs : deux de ses neveux, donc les cousins de Démosthène, Aphobos et Démophon, et un certain Thérippide (à ne pas confondre avec l'envoyé de Sparte en Eubée). Ses tuteurs dilapident sa fortune, par erreur de gestion ou par intention malhonnête. Le jeune homme se retrouve sérieusement appauvri.

### Formations
Il est d'abord élève de Platon. À seize ans, il assiste au procès intenté à Callistratos, en 367, et devient son élève. Fasciné par le talent de l'orateur, il décide d'apprendre la rhétorique et devient l'élève d'Isée, un autre orateur attique qui s'était spécialisé dans les affaires de succession. Selon Plutarque, lors de son premier discours en public, l'assistance se moque de son problème d'élocution — vraisemblablement une difficulté à prononcer la lettre R — et de ses gestes maladroits.

« Il fut en butte aux clameurs et aux moqueries à cause de son style insolite, dont on jugeait les périodes tarabiscotées et les raisonnements poussés avec trop de rigueur et forcés à l'extrême. Il avait d'ailleurs, semble-t-il, une voix faible, une élocution confuse et un souffle court, qui rendait difficile à saisir le sens de ses paroles, obligé qu'il était de morceler ses périodes. »

— Plutarque, Vie de Démosthène, 9.
Démosthène s'efforce alors de rectifier ces défauts, allant jusqu'à s'entraîner à parler avec de petits galets dans la bouche (anecdote remise en cause par Patrice Brun), ou même en s'exerçant à dominer de la voix le bruit d'une mer furieuse. Il s'enferme régulièrement chez lui pour étudier le style de Thucydide. À cause de toutes ces préparations, et de sa réticence à improviser, les autres orateurs lui reprochent souvent de « sentir la lampe » et de n'avoir aucun don naturel.
Le fait est que pendant la suite de sa carrière, Démosthène accorde toujours beaucoup d'importance à la forme du discours. Plutarque rapporte ainsi :

« Un homme, à ce que l'on raconte, vint le trouver pour lui demander de le défendre et lui expliqua qu'on l'avait battu : « Allons donc, lui dit Démosthène, tu n'as pas été victime de ce que tu me dis. » Alors, l'homme élevant la voix et criant : « Moi, Démosthène, je n'en ai pas été victime ? » — « Par Zeus, reprit-il, maintenant j'entends la voix d'une victime. » Telle était l'importance qu'il accordait au ton et au jeu de ceux qui parlent pour obtenir créance. »

— Plutarque, Vie de Démosthène, 16.

#### Procès et carrière delogographe
À l’âge de 20 ans, Démosthène intente une série de procès contre ses anciens tuteurs, avec son premier discours judiciaire, Contre Aphobos, suivi du Contre Onètor. Pourparlers et discussions durent trois années au bout desquelles il gagne enfin sa cause en 363 av. J.-C., mais il ne peut recouvrer qu'une partie de son héritage initial, estimé à 14 talents (une fortune considérable pour l’époque). Il obtient un préjudice de 10 talents, remportant donc son procès.
Démosthène se lance ensuite dans la carrière de son maître Isée, devenant ainsi logographe. En effet, il se consacre en premier lieu à la rédaction de discours pour des procès privés. Il la mène avec un certain succès puisqu'il a comme clients certains des plus riches Athéniens, comme Phormion, pour lequel il écrit le Pour Phormion. L'affaire porte sur la somme considérable de 20 talents.

### Contre Philippe II

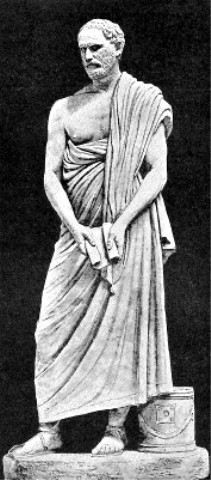
Statue représentant Démosthène, copie romaine d'un original grec.

À 25 ans, Démosthène fait de nouveau une apparition publique avec deux discours politiques. Les deux, Contre Leptine et Contre les immunités, sont dirigés contre une proposition de loi interdisant d'excepter aucun citoyen des liturgies, sauf les descendants d'Harmodios et d'Aristogiton, les tyrannoctones, assassins du tyran Hipparque.

#### Philippe en Thessalie (352-346)
À partir de 351 av. J.-C., Démosthène s'attaque à un défi d'une toute autre ampleur : il s'efforce de combattre le pouvoir grandissant du roi de Macédoine Philippe II dont le royaume, jusque-là périphérique, est devenu la puissance majeure du monde égéen. Le Macédonien vient d'intervenir en Thrace, menaçant ainsi les clérouquies d'Athènes et ses routes d'approvisionnement en blé. Les Athéniens sont démoralisés et enclins au défaitisme.
C'est alors que Démosthène prononce sa première Philippique. Il commence par montrer à ses concitoyens que la situation n'est mauvaise qu'en raison de leur inactivité, et qu'inversement un sursaut d'énergie peut renverser les choses. En pratique, il propose d'envoyer un corps expéditionnaire en Macédoine même. Démosthène s'oppose donc, par son volontarisme, à la politique défensive prônée par l'orateur Euboulos. La majorité du peuple suit ce dernier.

#### L’appel d’Olynthe
Parallèlement, la cité d'Olynthe, alliée d’Athènes, s'inquiète elle aussi de l'accroissement du pouvoir du Macédonien. Elle a commencé à se rapprocher d'Athènes et a même signé une paix séparée pendant l'hiver 352/351. En 349, Philippe exige d'Olynthe qu'elle lui remette deux réfugiés politiques macédoniens. Devant le refus de la cité, il envahit la Chalcidique. Olynthe appelle aussitôt Athènes à l'aide.
Démosthène soutient la requête de la cité dans sa première Olynthienne (c'est-à-dire son premier discours, sa première intervention oratoire concernant la cité d'Olynthe), où il pointe de nouveau du doigt l'inaction de ses concitoyens. Il propose un plan double : le premier volet consiste à aider Olynthe en lui envoyant un contingent. Le second propose de frapper de nouveau le royaume du Macédonien. Si les Athéniens concluent bien un traité d'alliance avec Olynthe, ils rechignent à expédier des troupes, effrayés par la perspective d'une guerre avec Philippe. Pour achever d'emporter leur assentiment, Démosthène prononce sa seconde Olynthienne, dans laquelle il entend démontrer la fragilité de la puissance de Philippe : ses alliés se retourneront contre lui, promet-il, au premier échec. Ce second discours n'est suivi d'aucune mesure effective, aussi Démosthène compose-t-il sa troisième Olynthienne, attaquant la loi d'Euboulos : cette loi imposait de transférer les excédents du μερισμός / merismós (sorte de budget de la cité) au fonds des spectacles, le θεωρικόν / theôrikón, alors que depuis Thémistocle ils étaient affectés aux dépenses militaires de la cité. Les Athéniens refusent d'abroger cette loi, mais votent l'envoi de secours — si faibles qu'ils n'empêchent pas Olynthe de capituler. Qui plus est l’attention des Athéniens est détournée par la révolte d’Eubée, l’un de leurs alliés. Cette rébellion est poussée par le roi macédonien.
Avant même la chute d'Olynthe, Philippe a proposé la paix à Athènes, sans doute parce qu'il préfère se consacrer à l'expansion vers le sud et l'est. En réponse, l'orateur Philocrate fait voter un décret autorisant le Macédonien à envoyer des hérauts. Démosthène est associé depuis le début aux entreprises de Philocrate. Il ne s'agit pas d'une volte-face : l'orateur entend profiter de ce répit pour renforcer les défenses d'Athènes. Parallèlement, Athènes approche les cités grecques, en leur proposant un sursaut panhellénique anti-macédonien. Cette initiative connaît l'échec, dans une relative indifférence athénienne. En effet, la cité a désormais le regard tourné vers les protagonistes de la troisième guerre sacrée.

#### Implication dans la troisième guerre sacrée
Pour empêcher une intervention macédonienne, les Phocidiens confient la garde du défilé des Thermopyles aux Spartiates et aux Athéniens. La menace directe sur la Grèce centrale et le Péloponnèse semble écartée. De nouveau, Athènes envoie des ambassades pour fédérer les cités grecques, que ce soit pour la guerre ou pour la paix. Un retournement de situation survient alors : un nouveau coup d'État provoque un revirement des Phocidiens en faveur de Philippe. Les contingents spartiate et athénien se voient interdire l'accès aux Thermopyles. Une ambassade comprenant Démosthène et Eschine est envoyée d'urgence à Philippe, dans l'espoir de conclure une paix. Eschine prétendra que « Démosthène fut si décontenancé devant Philippe qu'il bafouilla un discours inintelligible ». Démosthène doit donc de nouveau consentir une paix temporaire, compte tenu de la faiblesse dans laquelle se trouve Athènes.
Dès 344, la deuxième et la troisième (341) Philippique exhortent de nouveau les Grecs à réagir :

« Ce qui me frappe, c'est que tous aujourd'hui, — à commencer par vous, — oui, tous lui concèdent ce qui, de tout temps, a fait le sujet de toutes les guerres en Grèce. Quoi donc ? Le droit de mutiler et de détrousser à son gré tous les Grecs l'un après l'autre, celui d'attaquer les villes et de les réduire en esclavage. […] Et pourtant, tous les actes injustes qui ont pu être commis, soit par les Lacédémoniens pendant ces trente années, soit par nos ancêtres en soixante-dix ans, n'égalent pas, Athéniens, le mal que Philippe, depuis moins de treize ans qu'il a émergé de son obscurité, a infligé aux Grecs ; ou plutôt ils ne sont rien en comparaison. »

— Démosthène, IIIe Philippique, II, 21

#### La bataille de Chéronée et ses conséquences
La bataille de Chéronée est un évènement qui suit la fin de la 4e guerre sacrée. Cette dernière s’achève par la prise d’Amphissa par Philippe II au printemps, conformément aux ordres du conseil amphictyonique de Delphes. Philippe II mène de nouvelles expéditions à l’Est et fait une tentative de conquête aux Thermopyles, lors de la 3e guerre sacrée (356-346). Son attitude a déplu à Thèbes qui était son alliée. La bataille de Chéronée représente des enjeux importants, car elle change profondément le monde égéen. Athènes s’allie à Thèbes pour faire face à Philippe. Athènes et les cités grecques sont vaincues à Chéronée en 338. Démosthène redoute un siège en Attique, à la suite d’une punition sévère de Thèbes par les troupes macédoniennes. Cependant, Philippe II ne s’attaque pas à Athènes et propose aux cités de se réunir à Corinthe (traité de Corinthe).
À la suite de cette défaite, Démosthène continue à plaider en faveur de la résistance aux Macédoniens, par exemple dans son Oraison funèbre des morts de la guerre. Nommé commissaire chargé de la surveillance des travaux de reconstruction des fortifications, Démosthène y contribue sur sa propre fortune. En 337, son allié Ctésiphon propose que, pour récompenser Démosthène, la cité décerne à ce dernier une couronne d'or, lors des Grandes Dionysies. Eschine, un autre des orateurs attiques, attaque le projet comme illégal dans son Contre Ctésiphon : Démosthène n'a en effet pas rendu de comptes à l'issue de son mandat. Si Eschine a raison d'un point de vue juridique, de toute évidence, il s'agit pour lui d'attaquer Démosthène sur ses idées politiques. Démosthène écrit lui-même le discours de son admirateur : c'est le Sur la couronne (336-330), probablement son chef-d'œuvre. Eschine, désavoué, doit s'exiler pour ne pas subir une lourde peine.

### Démosthène face au règne d’Alexandre le Grand

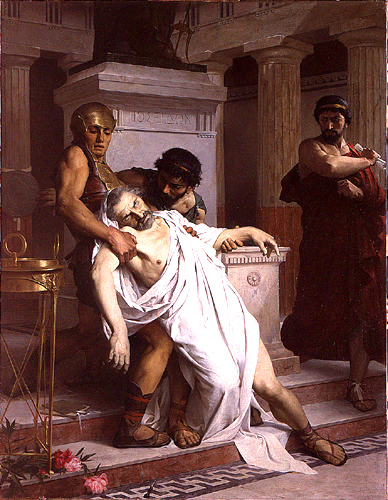
La Mort de Démosthène (1879) par Alfred-Henri Bramtot, ENSBA.

À la mort de Philippe II, Démosthène se réjouit, bien qu’ayant perdu sa fille la même année (-336). 
« Ce n’était que le septième jour après la mort de sa fille, et même si les cérémonies de deuil n’étaient pas terminées, il a mis une couronne sur sa tête et des robes blanches sur son corps, et s’est tenu là, faisant des offrandes en action de grâce, violant toute décence. » 

Selon Eschines
Il pense que c’est la fin de l’hégémonie macédonienne et il incite les Athéniens à porter des couronnes. Pourtant, Alexandre s’impose et se fait approuver par les différentes cités et conseils : Démosthène faisait partie de l’ambassade athénienne envoyée au nouveau roi, mais s’en dissocie au cours du voyage. Afin de s’opposer, il se serait rapproché d’un homme de la cour macédonienne : Attale, père de Cléopâtre, une des épouses de Philippe II. Selon Diodore de Sicile : la cité d’Athènes et Attale auraient conclu un accord de coopération par le biais de Démosthène. Parallèlement, Darius III tente de soulever les Grecs contre Alexandre pour arrêter le projet de conquête d’Asie. Il propose à Athènes 300 talents, ce que la cité refuse, mais une partie aurait été versée à Démosthène qui aurait alors mené plusieurs liturgies. Il incite également les Thébains à se révolter contre la garnison macédonienne installée dans la cité. Il tente de convaincre les Athéniens avec un témoin oculaire de la mort du roi à la frontière illyrienne en 305. Mais Alexandre arrive en Grèce et écrase les insurgés. Démosthène adopte alors une politique plus prudente. 
Après la destruction de Thèbes, Démosthène conseille de réunir tous les Athéniens à l’intérieur des remparts et de se préparer à faire face à un siège. En parallèle, il envoie Démade en tant qu’ambassadeur pour féliciter Alexandre de sa victoire. Alexandre accepte de pardonner la cité en échange de 10 stratèges et orateurs anti-macédoniens dont Démosthène. Phocion demande aux réclamés de se sacrifier. Démade négocie avec Alexandre et assure que les anti-macédoniens resteront dans l’ombre. Le roi prend cette proposition en considération car un long siège face à une cité puissante au niveau naval lui aurait fortement coûté. Les Athéniens auraient sans doute par ailleurs bénéficié du soutien perse. Bien que restant anti-macédonien, Démosthène conseille de ne pas intervenir, et les Athéniens le soutiennent. Il reste bien informé de la situation en Asie. Parfois, il lui est reproché de soutenir la Macédoine en s’opposant à l’avis du peuple qui souhaite se révolter. Son (ancien) ami, Hypéride, critique son changement de politique en l’accusant de devenir pro-macédonien. Il le blâme d’être déficient intellectuellement et de boire du vin, ce qu’il ne faisait pas dans sa jeunesse.

#### La révolte de Sparte (331)
Démosthène recommande à Athènes de ne pas s’allier à Agis III, roi de Sparte, qui se soulève contre Antipater — le régent de Macédoine en l’absence d’Alexandre. En effet, une défaite en mer pourrait constituer un échec cuisant pour les Athéniens. Ce conseil de Démosthène s’appuie sur le constat de la puissance de la flotte macédonienne, renforcée par l’ajout de la flotte phénicienne. Par ailleurs, Alexandre peut construire autant de navires qu’il le veut, car il détient de nombreuses ressources de l’empire perse (en cours de conquête) ainsi que du bois de Macédoine.
De son côté, Alexandre redoute une alliance entre Sparte et Athènes. En effet, la présence athénienne pourrait inciter d’autres cités à se joindre à eux.
Pour apaiser les tensions, Alexandre libère les prisonniers athéniens de la bataille du Granique. Il assouvit également la vengeance grecque pour les pillages de l’acropole — perpétrés par les Perses pendant les guerres médiques —, en laissant ses propres soldats détruire Persépolis.

#### Les conséquences de la prudence de Démosthène
Eschine tente de provoquer la chute de Démosthène en démontrant que sa non-intervention constitue de l’indécision, espérant ainsi obtenir le soutien des pro-macédoniens. Or, Démosthène triomphe. Après avoir reçu une amende et une atimie partielle, Eschine décide de s’exiler. Au nom de la prudence, Démosthène déconseille aux Athéniens de tenter de restaurer la puissance d’antan de leur cité, mais les encourage à se montrer opportunistes. Il soutient la politique de reconstruction de Lycurgue. Mais la paix n’est plus synonyme de prospérité, car les Macédoniens dirigent les détroits, ce qui, pour Athènes, entraine des difficultés de ravitaillement en blé. Face au déclin de leur cité, les Athéniens deviennent majoritairement anti-macédoniens. Ce sentiment est renforcé par le rescrit de Suse, par lequel Alexandre demande aux cités de lui vouer un culte divin. Démosthène menace de mener une graphè paranomôn (accusation publique d’illégalité). Finalement, il se rapproche de l’avis de Démade : « à force de vouloir préserver le ciel », « ils perdraient la terre ». Après que les oligarques ont recontacté les bannis politiques, Démosthène leur intente un procès — pour entorse au traité de Corinthe —, mais il ne conteste pas l’édit d’Alexandre.

#### L’affaire Harpale (324) et la mort de Démosthène (322)
Démosthène est accusé — sans preuve — d’avoir accordé l’asile à Harpale (trésorier en fuite d'Alexandre le Grand), en échange de 350 talents. Harpale s’enfuit avec le trésor babylonien. En punition, Démosthène reçoit une amende et s’exile. Il est surtout condamné à cause de sa politique qui ne convient plus aux Athéniens, ce qui permet à Hypéride d’imposer une orientation anti-macédonienne. À la mort d’Alexandre le Grand, Démosthène est rappelé par Athènes et participe activement à la guerre lamiaque, qui éclate en 323. Toutefois, Antipater l’emporte sur Athènes et réclame Démosthène pour punir l’insurrection athénienne.
Pour ne pas se faire capturer par Archias, le confident d’Antipater, et éviter une condamnation macédonienne, Démosthène, en 322, se réfugie dans le temple de Poséidon, situé dans l'île de Calaurie (aujourd'hui Poros), le long de la côte de l'Argolide. Malgré des négociations avec l’assaillant, Démosthène refuse de se rendre. Finalement, en prétendant écrire une lettre à sa famille, il s'empoisonne en mordillant l'extrémité de son calame, comme il avait l'habitude de le faire en réfléchissant.

« Démosthène, sûr désormais que le poison avait bien pénétré et était en train d'opérer, se découvrit et, fixant son regard sur Archias : « Tu peux maintenant, lui dit-il, te hâter de jouer le Créon de la tragédie et faire jeter ce corps sans sépulture. Pour moi, ô cher Poséidon, je sors encore vivant de ton temple, tandis qu'Antipater et les Macédoniens n'ont même pas respecté la pureté de ton temple. » Sur ces mots, il pria qu'on le soutînt, parce que déjà il tremblait et chancelait, et dès qu'il fut sorti et eut dépassé l'autel, il tomba et rendit l'âme dans un gémissement. »

À sa mort, Démosthène laisse 14 talents, richesse considérable qui le met en position d'être astreint aux liturgies. Pour l'essentiel, cet héritage est constitué d'esclaves, de matières premières et de créances maritimes.
La prudence de Démosthène traduit la conduite politique de l’époque hellénistique.

## Engagement politique de Démosthène
Aux années 353, 359 et 357, Démosthène occupait le poste de triérarque. Il prenait en charge l’entretien et l’approvisionnement d’une trière.

En 354, il s’intéresse de plus en plus aux affaires publiques. À son sens, la flotte, les alliances et l’honneur athénien sont essentiels. Il fait un premier discours politique : sur les symmories ; en 354 en faveur d’Euboulos. Il propose une réforme pour financer la flotte athénienne qui s’appuie sur une obligation des triarchies. Il en réalise un deuxième (De la syntaxe) et se positionne contre Euboulos en 352, notamment à propos de la politique étrangère d’Athènes. 

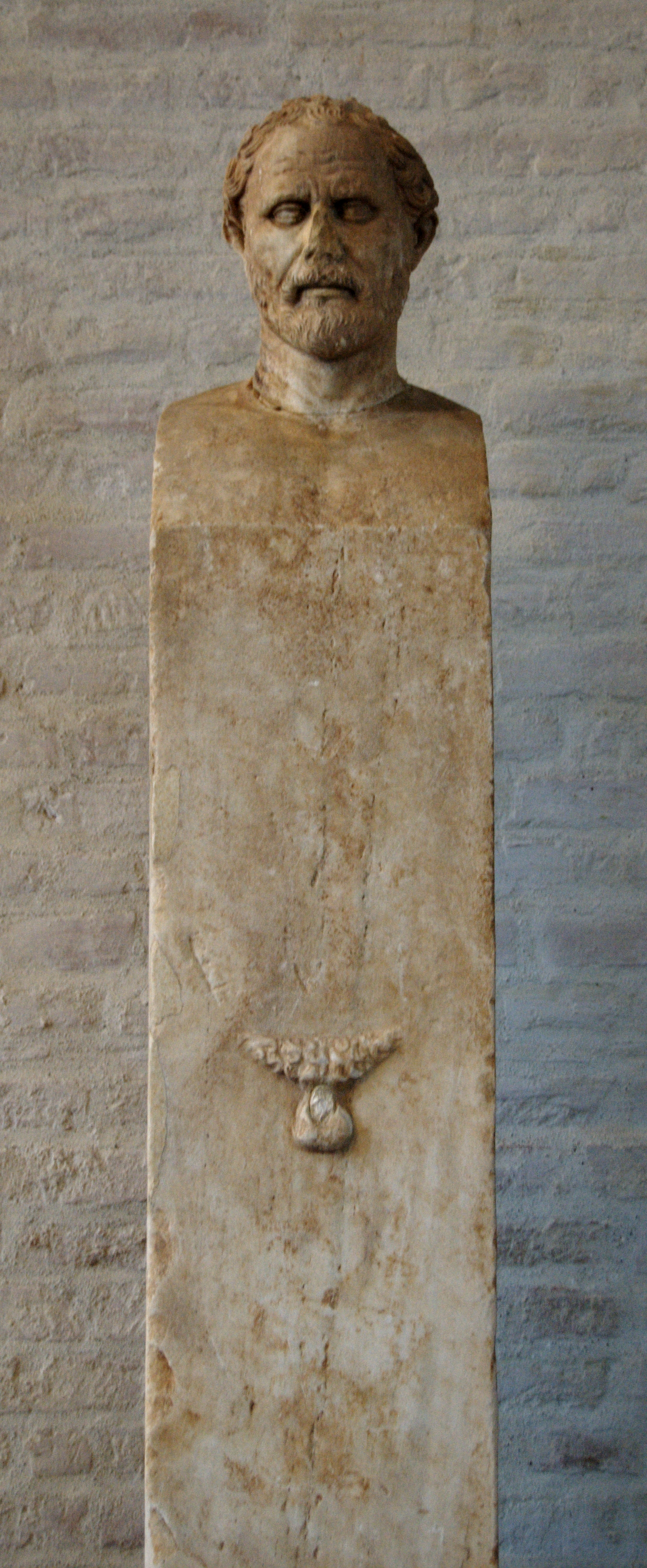
L’hermès de Démosthène sur la place du marché d'Athènes, -280, Glyptothèque de Munich.

### Conceptions politiques
La dénonciation du danger macédonien constitue la clef de l'œuvre politique de Démosthène. Selon lui, la puissance de Philippe est fondée sur deux facteurs, ses richesses tout d'abord (sous forme de réserves d'or), puis sa tactique inédite. Démosthène explique ainsi dans la Troisième Philippique (50) :

« Quand vous apprenez que Philippe se porte ici ou là, selon qu'il lui plaît, ce n'est pas en y menant une phalange d'hoplites ; non ; troupes légères, cavalerie, archers, mercenaires, tel est le genre d'armée qui le suit partout. […] Inutile d'ajouter qu'il ne fait aucune différence entre l'hiver et l'été et qu'il n'y a pas pour lui de saison réservée, où il suspende ses opérations. »

Démosthène constate qu'en face, les Athéniens se distinguent par leur immobilité, leurs tergiversations et leurs pinaillages politico-législatifs. À ce sujet, Démosthène dénonce avec vigueur les travers du système démocratique athénien : tout doit être longuement expliqué, débattu et voté avant qu'une action puisse se mettre en place. Il accuse les « politiques » (πολιτευόμενοι / politeuómenoi) d'asservir le peuple à leurs desseins, alors qu'auparavant le peuple lui-même était maître de son destin. De fait, il est difficile de cerner exactement la position de Démosthène vis-à-vis des institutions athéniennes. Parfois, il se rapproche des démocrates modérés, en s'opposant par exemple à la perception par le peuple d'une indemnité pour les spectacles. Parfois, il se place parmi les radicaux en dénonçant l'égoïsme des riches Athéniens qui refusent d'armer des trières et des troupes.

### Accusations
Une forte tradition a vu en Démosthène un homme guidé par l'appât du gain. De nombreuses anecdotes font part de son amour de l'argent. La Vie des dix orateurs raconte qu'entendant un acteur se vanter d'avoir gagné un talent pour jouer la tragédie, Démosthène réplique qu'il vient d'en gagner cinq fois plus, simplement pour se taire. Plutarque note qu'il se compromet d'abord, dans l'affaire d'Harpale, en se laissant offrir par ce dernier une riche coupe perse valant vingt talents.
Eschine et Dinarque, pour leur part, accusent tout bonnement Démosthène d'avoir été à la solde des Perses. Plutarque rapporte cette tradition, expliquant que le Grand Roi payait l'orateur « parce qu'il était capable de détourner le Macédonien d'Asie et de le retenir en fomentant des troubles en Grèce ». Dinarque accuse même Démosthène de recevoir chaque année 1 000 médimnes de blé des souverains du royaume du Bosphore.

### Postérité

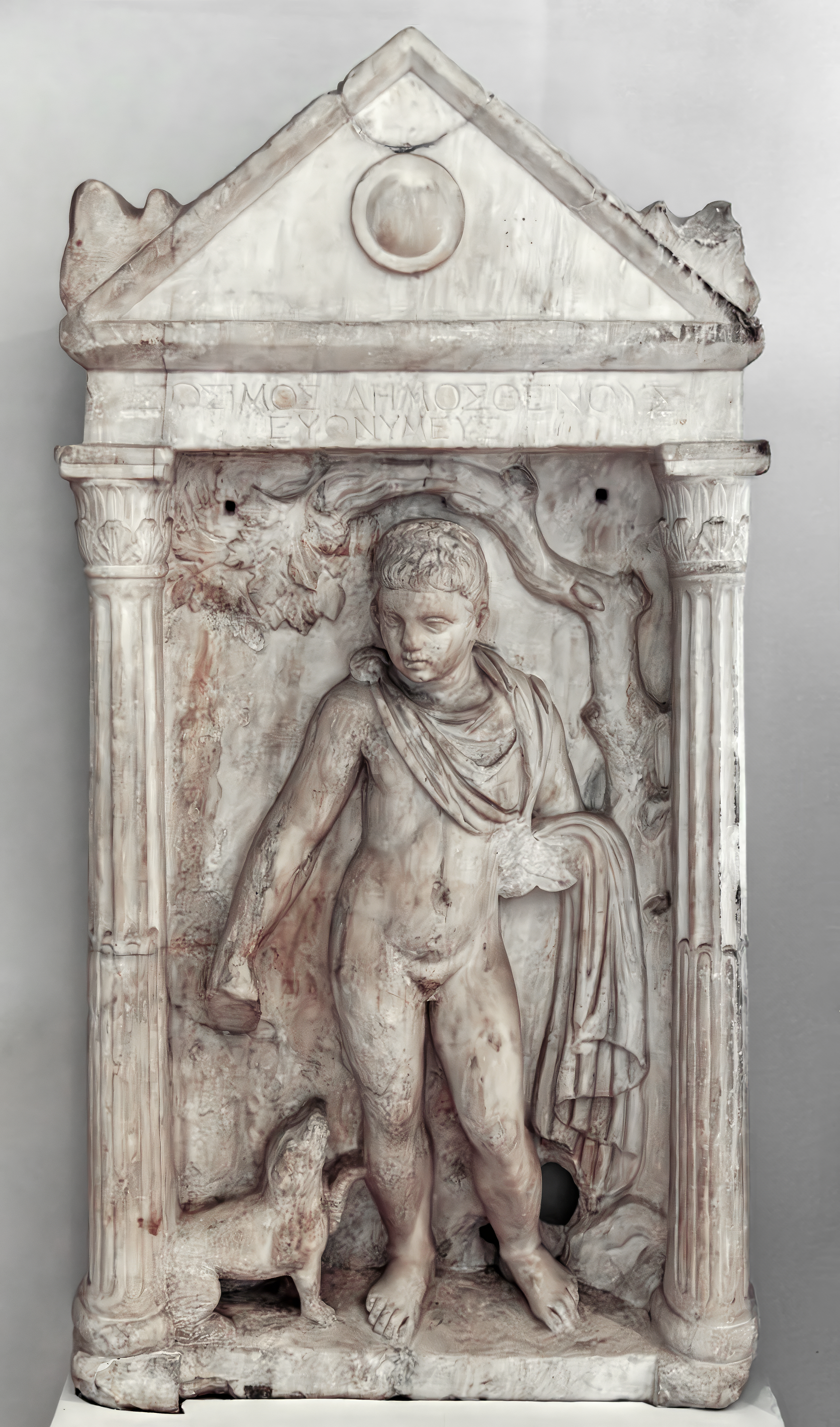
Zosime, fils de Démosthène, du dème Euonymon à Athènes - Venise

La postérité de Démosthène n'a pas suivi les accusations de corruption : les Athéniens lui ont érigé une statue quarante ans après sa mort. Le décret affirme ainsi que « de tous les hommes politiques de son temps, il est celui qui a le mieux défendu la liberté et la démocratie ». Les Modernes en ont fait le héros de l'indépendance et de la résistance face à l'oppression tyrannique. Pendant la Seconde Guerre mondiale, des résistants français ont pu ainsi s'identifier à l'orateur, et donner à Adolf Hitler le nom de Philippe.
Les critiques modernes ont plutôt porté sur l'aveuglement de Démosthène face au « sens de l'Histoire » : en défendant l'indépendance des cités grecques, et en particulier Athènes, face à la Macédoine, il n'aurait fait que porter à bout de bras une structure politique déjà périmée. Par ailleurs, une meilleure appréhension de l'histoire de la Macédoine a remis en cause la perception de Philippe comme un barbare brutal et sournois.
Même si on accrédite la notion de « sens de l'Histoire » (que Démosthène aurait certainement laissé en apanage aux défaitistes) la grandeur de Démosthène résiderait dans le fait qu'il lutta toute sa vie durant pour sa patrie, pour son indépendance et pour sa liberté, car il avait choisi « la voie droite et juste ». Sa disparition dramatique n'eut pas l'effet voulu par les Macédoniens : Démosthène, jusque dans la mort, fut fidèle à lui-même, et c'est certainement ce qui provoque le plus une admiration sans cesse renouvelée à travers les siècles.

## Art de Démosthène
Pour les Grecs, Démosthène est le plus grand de tous les orateurs ; on l'appelle même simplement « l'Orateur »[réf. nécessaire], comme on dit « le Poète » pour Homère. Cicéron le considère comme le premier des orateurs grecs, et le pseudo-Longin, dans son Traité du Sublime, en fait un des phares qui éclairent le travail de l'écrivain.
Curieusement, l'art rhétorique de Démosthène est rien moins qu'orthodoxe. Ses discours bouleversent l'ordre traditionnel des parties du discours (exorde, narration, preuve et épilogue). Il joue beaucoup des métaphores, comparaisons et autres paradoxes. Surtout, il compte sur les changements de ton, tantôt familier, tantôt solennel, tantôt jouant sur les sentiments, tantôt calme et posé comme Thucydide, dont il admire la prose. Il n'hésite pas à manipuler son public, l'invectivant ou l'interrogeant tour à tour.
Ulpien raconte une anecdote à propos de son discours Sur la couronne dans lequel Démosthène accuse Eschine d'être acheté par Alexandre le Grand :

« Je ne t'appellerai pas hôte de Philippe ni ami d'Alexandre ; je ne suis pas assez fou pour cela ; à moins qu'on ne doive appeler les moissonneurs ou ceux qui font quelque autre chose moyennant salaire, amis et hôtes de ceux qui les paient. Mais je t'appelle salarié de Philippe autrefois, et maintenant d'Alexandre. »

 

S'adressant au public, il demande : 

« Athéniens, Eschine vous semble-t-il être le salarié ou bien l'hôte d'Alexandre ? »

Ce faisant, il prononce volontairement mal le mot μισθωτός / misthôtós, (« laquais, stipendié »), accentuant l'ante-pénultième syllabe au lieu de la dernière. Sur ce, dans la foule, des cris s'élèvent aussitôt pour rectifier l'erreur : « μισθωτός μισθωτός » — et Démosthène de conclure : « Tu entends ce qu'ils disent ».
Aujourd'hui encore, le terme de « philippique » désigne une harangue hargneuse contre quelqu'un. Cicéron lui rendra hommage trois siècles plus tard en baptisant « philippiques » ses propres diatribes contre Marc-Antoine.

## Œuvres

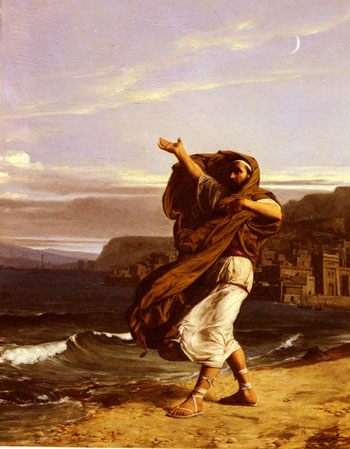
Démosthène pratiquant l'art oratoire par Jean-Jules-Antoine Lecomte du Nouÿ ; pour renforcer sa voix, Démosthène s'exerce contre le bruit des vagues.

Nous avons conservé de Démosthène environ une soixantaine de discours et un ensemble de six lettres adressées au peuple athénien. Cependant, l'authenticité d'une grande partie d'entre eux est discutée, surtout en ce qui concerne les discours civils qu'il a écrits en tant que logographe.

### Genre délibératif
Les discours délibératifs (λόγοι συμϐουλεύτικοι / lógoi symbouleútikoi) traitent de questions politiques et sont donnés devant une assemblée. Cette catégorie comprend les discours suivants :
- les quatre Philippiques (Κατὰ Φιλίππου / Katà Philíppou, littéralement « Contre Philippe »). Elles forment une série de discours prononcés entre 351 et 341 av. J.-C. Démosthène y dénonce les ambitions du roi de Macédoine et critique la passivité des Athéniens. Ces discours marquent l'apogée de la rhétorique grecque athénienne ;
- les trois Olynthiennes (Ὀλυνθιακός / Olunthiakós). Il s'agit de discours visant à convaincre les Athéniens de secourir Olynthe assiégée par Philippe ;
- Sur la paix (Περὶ τῆς εἰρήνης / Perì tễs eirếnês) ;
- Sur l'île d'Halonèse (Περὶ τῆς Ἁλονήσου / Perì tễs Halonếsou) ;
- Sur les affaires de Chersonèse (Περὶ τῶν ἐν Χερσονήσῳ πραγμάτων / Perì tỗn en Khersonếsôi pragmatỗn) ;
- Sur la lettre de Philippe (Ὁ πρὸς τὴν ἐπιστολὴν Φιλίππου / Hò pròs tền epistolền Philíppou) ;
- Sur la couronne[16]. Considéré par les modernes comme le discours où Démosthène montre le plus ses qualités oratoires, il est prononcé en soutien à Ctésiphon contre Eschine qu'il accuse de corruption. Il y défend avec ardeur et avec un côté visionnaire la politique préconisée dans la guerre contre Philippe. Afin de faire réagir le public, il rappelle deux événements : la panique à Athènes après l'annonce de l'arrivée imminente de l'armée macédonienne et la bataille de Marathon qui a forgé l'imaginaire historique des Grecs.

### Genre épidictique
Les discours épidictiques (λόγοι ἐπιδείκτικοι / lógoi epideíktikoi) ont pour but de faire changer d'avis le public, en influençant ses valeurs et ses croyances. Nous n'avons que deux discours de Démosthène de ce type. Le premier est l'oraison funèbre pour les morts de Chéronée, le second une apologie de la beauté du jeune Épicrate.

### Genre judiciaire
Les discours judiciaires (λόγοι δικάνικοι / lógoi dikánikoi) sont des plaidoiries d'accusation ou de défense. On peut distinguer ceux qui ont rapport avec les affaires de l'État et les discours civils. Ces derniers sont les cinq discours prononcés par Démosthène dans ses procès contre ses tuteurs, ainsi que son travail de logographe, comprenant onze discours. Parmi les premiers, le plus important est le Sur la couronne (Περὶ τοῦ Στεφάνου / Perì toũ Stephánou), qui est son dernier discours public, dans lequel il prend la défense de Ctésiphon accusé par Eschine.

### Discours perdus
La perte des discours de Démosthène peut être attribuée soit à l'improvisation, soit à la négligence de l'orateur pour les publier, soit aux ravages du temps, comme une grande partie de la littérature antique. Il est possible de faire cette énumération des discours perdus d'après Westermann (Histoire de l'Éloquence grecque et romaine, tome 1, p. 305).
- Διφίλῳ δημηγορικός. - Ce Diphile demandait une récompense publique. V. Den. d'Halic. Din. xi; Dinarq. c. Démosth. t. iv, p. 33, des Orat. gr. de Reiske.
- Κατὰ Μέδοντος. — Poll. 8, 53. Harpocr. v, δεκαστεύειν.
- Πρὸς Πολύευκτον παραγραγή. — Bekker. Anecd. p. 90, 28.
- Περὶ χρυσίου. — Défense devant l'Aréopage, dans l'affaire d'Harpalos. Quelle perte ! Athen., XIII, 27.
- Ἀπολογία τῶν δώρων. - Den. d'Halic. 1re lettre à Amm. Démosth. LVII.
- Περὶ τοῦ μὴ ἐκδοῦναι Ἅρπαλον. — Id. Des rhéteurs, contemporains de Denys, attribuaient à tort, selon lui, ces deux dernières harangues à Démosthène. On n'avait peut-être plus celles qu'il avait réellement composées. — Bekk. Anecd., p. 335, 30.
- Περὶ Κριτίαν περὶ τοῦ ἐνεπισκήμματος (?).
- Ὑπερ ῥητόρων. — Suid. v. ἅμα. Diodore dit que Démosthène avait préparé avec soin ce discours (λόγον πεφροντισμένον, xvii, 5. Plut.,  Vie de Démosth., c. 23.
- Ὑπερ Σατύρου τῆς ἐπιτροπῆς πρὸς Χαρίδημον (?). - Phot. Myriobibl. c. 265, p. 491, B.

Il convient d'ajouter les discours suivants, d'après la traduction de Stiévenart (Œuvres complètes de Démosthène et d'Eschine, Firmin Didot, 1861, p. 44-45) :
- Discours sur la défense des insulaires (Den. Halic. ep. ad Amm. I, 10). Ce morceau n'est probablement pas la seconde partie de la Première Philippique.
- Harangue prononcée à Thèbes pour réfuter Python de Byzance. – Plut. et Diod., d'après Démosth. lui-même.
- Plusieurs autres discours prononcés à Thèbes. — Plut. Har. aux Athéniens, à la nouvelle de la prise d'Élatée — Démosth l'avait probablement écrite, puisqu'il en cite un long morceau dans le plaidoyer pour la Couronne.
- Réfutation improvisée contre Lamachos aux Jeux olympiques. — Plut.
- Accusation contre Antiphon l'incendiaire, soutenue devant l'Aréopage. — Plut., d'après Démosth. sur la Cour. Défense d'un décret de Philocrate. - Esch. sur l'Ambass.
- Accusation contre la prêtresse Théoris. — Plut.
- Sa défense victorieuse lorsqu'il fut accusé de malversation dans l'achat de blés. — Plut. X Or. Dém.
- Discours prononcés dans plusieurs cités du Péloponnèse, pour les soulever contre la Macédoine. — Plut. etc.
- Apologie de son administration, après la défaite de Chéronée. — Plut. etc.
- Plaidoyer d'après Plutarque (de Glor. Athen.) : πρὸς Ἀμαθούσιον περὶ ἀνδραπόδων[17]. Cette dernière harangue contenait peut-être une défense de la motion d'Hypéride tendant à accorder le droit de cité aux étrangers après la grande victoire de Philippe[réf. nécessaire].

## Pseudo-Démosthène
L’auteur connu sous la dénomination de Pseudo-Démosthène est parfois mentionné Sur le Traité conclu avec Alexandre prononcé peu après la mort de Philippe II. Ce pseudonyme lui est attribué, car il semble avoir été rédigé au temps de Démosthène et il présente des idées anti-macédoniennes. Ce traité s’oppose en particulier à des actes réalisés par Alexandre. Notamment, pour avoir permis aux fils du tyran Philiadès de s’imposer à Messène. Par cette initiative, il contredirait le traité de Corinthe établit en 338 av. J.-C.
Pourtant, les historiens n’attribuent pas toujours ce discours à Démosthène et y voient un écrit apocryphe. En effet, le style d’écriture de ce document ressemble davantage à celui d’Hypéride ou d’Hégésippe, des hommes politiques du temps de Démosthène. Malgré cela, ce harangue demeure dans le répertoire de Démosthène pour les idées qu’il véhicule et qui se rapprochent de celles de l’orateur. Mais ce discours pourrait également appartenir à un homme influent de la cité d’Athènes que nous ne pouvons pas identifier.

## Honneurs
- (100133) Demosthenes, astéroïde.

### Sources
- Lucien de Samosate, Éloge de Démosthène, Vie de Lucien.
- Pausanias, Description de la Grèce [détail des éditions] [lire en ligne], II, 33.
- Plutarque, Vies parallèles [détail des éditions] [lire en ligne] (Démosthène).
- Pseudo-Plutarque, Vie des dix orateurs, publiée dans les Œuvres morales
- Quintilien, Institution oratoire, XI, 3.
- Démosthène (traduction Georges Mathieu), Sur la couronne, Les Belles Lettres, coll. « Classiques en poche », 2000 (ISBN 2-251-79948-6)

#### Traduction française chronologique
- Discours, traduction sous la direction de Pierre Chiron, Les Belles Lettres, 2023  (ISBN 978-2-251-45335-4)

#### Ouvrages généraux
- BATTISTINI Olivier, Pascal Charvet, Alexandre le Grand : Histoire et Dictionnaire, Paris, Bouquins, 2004.
- Patrice Brun, Démosthène : rhétorique, pouvoir et corruption, Paris, Armand Colin, 2015, 333 p. (ISBN 978-2-200-60266-6).
- Pierre Carlier, Démosthène, Fayard, Paris, 1990.  (ISBN 978-2213630922).
- Georges Clemenceau, Démosthène, Plon, coll. « Nobles vies — Grandes œuvres », 1926 (lire sur Wikisource). Compte-rendu :  Xavier Darcos, La Grèce antique dans la littérature et les arts, de la Belle Époque aux années trente. Actes du 23e colloque de la Villa Kérylos à Beaulieu-sur-Mer les 5 et 6 octobre 2012, Académie des Inscriptions et Belles-Lettres, 2013 (lire en ligne), « Le Démosthène de Clémenceau (1926) », p. 133-144.
- Emile Chambry, BILLAULT Alain, Dominique Goust et MARQUIS Emeline (trad. CHAMBRY Emile), Lucien de Samosate : Œuvres complètes, Paris, Éditions Robert Laffont, coll. « Bouquins », 2015, 1248 p. (ISBN 978-2-221-10902-1).
- Jean Luccioni, Démosthène et le panhellénisme, PUF, Paris, 1961.
- Georges Mathieu, Démosthène, l'homme et l'œuvre, Boivin, Paris, 1948.
- Gilberte Ronnet, Étude sur le style de Démosthène dans les discours politiques, Paris, 1951.
- Suzanne Saïd, Monique Trédé et Alain Le Boulluec, Histoire de la littérature grecque, Paris, Presses universitaires de France, coll. « Premier Cycle », 1997 (ISBN 2130482333 et 978-2130482338).

#### Bases de données et dictionnaires
- Ressources relatives aux beaux-arts :   - British Museum
  - National Portrait Gallery
  - Sandrart.net
- Ressources relatives à la musique :   - Discogs
  - Répertoire international des sources musicales
- Ressource relative à plusieurs domaines :   - Répertoire du patrimoine culturel du Québec
- Ressource relative à la bande dessinée :   - Comic Vine
- Notices dans des dictionnaires ou encyclopédies généralistes :   - Britannica
  - Brockhaus
  - Den Store Danske Encyklopædi
  - Deutsche Biographie
  - Dizionario di Storia
  - Enciclopedia italiana
  - Gran Enciclopèdia Catalana
  - Hrvatska Enciklopedija
  - Internetowa encyklopedia PWN
  - Nationalencyklopedin
  - Store norske leksikon
  - Treccani
  - Universalis
  - Visuotinė lietuvių enciklopedija
- Notices d'autorité :   - VIAF
  - ISNI
  - BnF (données)
  - IdRef
  - LCCN
  - GND
  - Italie
  - Japon
  - CiNii
  - Espagne
  - Belgique
  - Pays-Bas
  - Pologne
  - Israël
  - NUKAT
  - Catalogne
  - Suède
  - Vatican